# The Kingsmen
A The Kingsmen egy amerikai rockegyüttes volt, amelyet 1959-ben alapítottak meg az Oregon állambeli Portlandben. Az együttes legismertebb száma az 1963-ban megjelent "Louie Louie", amely Richard Berry nyolc évvel korábban megjelent dalának feldolgozása.
Az együttes egészen a mai napig aktív, ezzel egyike a világ legrégibb óta működő könnyűzenei együtteseinek.

## Diszkográfia

### Stúdióalbumok
- 1963 – The Kingsmen in Person Featuring Louie, Louie
- 1964 – Volume II
- 1965 – Volume 3
- 1965 – On Campus
- 1966 – Up and Away
- 1980 – A Quarter to Three

### Válogatásalbumok
- 1966 – 15 Great Hits
- 1966 – Greatest Hits
- 1980 – Ya Ya
- 1980 – House Party
- 1992 – Louie Louie – Live & Unreleased
- 1994 – Since We've Been Gone

### Koncertalbumok
- 1982 – Live and Unreleased
- 1995 – Plugged
- 2003 – Garage Sale

### Kislemezek
- 1963 – Louie Louie/Haunted Castle
- 1964 – Money/Bent Scepter
- 1964 – Little Latin Lupe Lu/David's Mood
- 1964 – Death Of An Angel/Searching For Love
- 1964 – The Jolly Green Giant/Long Green
- 1965 – The Climb/The Waiting
- 1965 – Annie Fanny/Give Her Lovin'
- 1965 – (You Got) The Gamma Goochee/It's Only The Dog
- 1966 – Little Green Thing/Killer Joe
- 1966 – The Krunch/The Climb
- 1966 – My Wife Can't Cook/Little Sally Tease
- 1966 – If I Needed Someone/Grass Is Green
- 1967 – Trouble/Daytime Shadows
- 1967 – Children's Caretaker/The Wolf of Manhattan
- 1967 – (I Have Found) Another Girl/Don't Say No
- 1968 – Bo Diddley Bach/Just Before the Break of Day
- 1968 – Get Out of My Life Woman/Since You've Been Gone
- 1968 – On Love/I Guess I Was Dreamin'
- 1973 – You Better Do Right/Today